# Mollā Sheykh
Mollā Sheykh (persiska: ملّا شیخ) är en ort i Iran.   Den ligger i provinsen Västazarbaijan, i den nordvästra delen av landet, 500 km väster om huvudstaden Teheran. Mollā Sheykh ligger 1 526 meter över havet och antalet invånare är 255.
Terrängen runt Mollā Sheykh är lite bergig, och sluttar brant österut. Runt Mollā Sheykh är det ganska tätbefolkat, med 80 invånare per kvadratkilometer. Närmaste större samhälle är Vāvān, 10,8 km norr om Mollā Sheykh. Trakten runt Mollā Sheykh består till största delen av jordbruksmark.